# ۱۳۶۹ (میلادی)
۱۳۶۹ (میلادی) هزار و سیصد و شصت و نهمین سال تقویم میلادی است.

## درگذشتگان
- فیلیپای انو، همسر ادوارد سوم و شهبانوی انگلستان (م. ۱۳۱۴)

‎